# Roger Blench
Roger Marsh Blench (nacido el 1 de agosto de 1953) es un lingüista , etnomusicólogo y antropólogo del desarrollo británico. Tiene una maestría y un doctorado de la Universidad de Cambridge y tiene su sede en Cambridge, Inglaterra. Investiga, publica y trabaja como consultor.

## Carrera
Blench es conocido por sus amplios intereses y ha hecho importantes contribuciones en las lenguas de África, a la lingüística, la antropología, la etnomusicología , la etnobotánica y varios otros campos relacionados del sudeste asiático. Ha realizado importantes investigaciones sobre las familias Níger-Congo, Nilo-Sahariana y Afroasiática, así como sobre las lenguas Arunachal. Además, Blench ha publicado extensamente sobre la relación entre lingüística y arqueología. Blench participa actualmente en un proyecto a largo plazo para documentar las lenguas del centro de Nigeria. También ha expresado su preocupación por la ganadería en Nigeria.
Blench colaboró con la fallecida profesora Kay Williamson, fallecida en enero de 2005, y ahora es administradora de la Fundación Educativa Kay Williamson, que existe tanto para publicar el material inédito dejado por Kay Williamson como para promover el estudio de las lenguas nigerianas. En la editorial Rüdiger Köppe de Colonia se están realizando una serie de publicaciones financiadas por el fondo.
Blench también ha realizado investigaciones y evaluaciones de actividades de desarrollo internacional en todo el mundo, como consultor e investigador del Overseas Development Institute de Londres.

## Teorías lingüísticas

### Antiguas lenguas norteafricanas
Los antiguos hablantes del norte de África, que han sido identificados erróneamente como paleoberberes y no hablaban una lengua lingüísticamente relacionada con las lenguas bereberes existentes, eran recolectores de África del Norte prehistórico que hablaban un conjunto de lenguas actualmente extintas. Roger Blench acuñó el término "viejo norteafricano" para describir y distinguir las lenguas anteriores habladas en África del Norte de las lenguas posteriores habladas por los hablantes bereberes entrantes, los hablantes púnicos y los hablantes de árabe.

#### Antiguo idioma egipcio
Es posible que se hayan conservado restos de lenguas antiguas extintas del norte de África en el idioma egipcio antiguo. Por ejemplo, los contactos lingüísticos entre las protolenguas darfurianas y chadianas con la lengua egipcia antigua.Además, los Tehenu y Temehu, que pueden haber sido grupos étnicos con culturas e idiomas distintos entre sí, también pueden haber conservado sus idiomas en el antiguo idioma egipcio.

#### Escritura líbica
La escritura líbica puede ser el resultado de un proceso de criollización entre las lenguas bereber y las antiguas lenguas norteafricanas; Esta lengua criolla puede reflejar las conexiones lingüísticas entre los hablantes bereberes modernos y los hablantes guanches de las Islas Canarias. Entre los muchos elementos desconocidos encontrados en grabados rupestres de las Islas Canarias, se han encontrado algunas pruebas (por ejemplo, pocos léxicos básicos , números) del idioma púnico y la escritura líbica. Si bien la opinión general de que las lenguas bereberes están conectadas lingüísticamente con la lengua guanche se basa en gran medida en evidencia numérica, también es probable que la afinidad encontrada entre las lenguas se deba a préstamos bereberes agregados tardíamente y que los hablantes de guanche fueran Antiguos hablantes del norte de África. La lengua númida, que pudo haber sido también una antigua lengua norteafricana, constituye los grabados rupestres de las Islas Canarias.

#### Lenguas bereberes
La diversidad interna de las lenguas bereberes no puede conciliarse con lo temprano que ocurrieron en el norte de África los períodos Neolítico (7000 a. C., después) y Capsiano (12.000 a. C. - 8.000 a. C.); por lo tanto, estos períodos Neolítico y Capsiano en el norte de África no pueden caracterizarse como "bereberes". El vocabulario fundamental de las lenguas bereberes, si no se debe al tiempo que las lenguas bereberes se han separado de otras lenguas afroasiáticas, puede reflejar una herencia de las antiguas lenguas del norte de África.

#### Lenguas descendientes
Si bien posiblemente sean lenguas nilo-saharianas, las lenguas nemadi y dawada también pueden ser lenguas descendientes de las antiguas lenguas del norte de África. La genética puede contribuir aún más a la discusión académica sobre las conexiones entre los antiguos hablantes del norte de África y los hablantes del nilo-sahariano al sur del Magreb.

## Publicaciones Seleccionadas
- David Henry Crozier; R. Blench; Keir Hansford (1992). An index of Nigerian languages. Nigerian Educational Research and Development Council. Language Development Centre, University of Ilorin. Dept. of Linguistics & Nigerian Languages, Summer Institute of Linguistics. Summer Institute of Linguistics. ISBN 0-88312-611-7.
- Blench, Roger; Spriggs, Matthew, eds. (Aug 28, 1997). Theoretical and Methodological Orientations. Archaeology and Language 1. London ; New York: Routledge. ISBN 0415117607. LCCN 96044969. Consultado el 7 de febrero de 2014.
- Blench, Roger; Spriggs, Matthew, eds. (1998). Archaeological Data and Linguistic Hypotheses. Archaeology and Language 2. London ; New York: Routledge. ISBN 0415117615. LCCN 96044969. Consultado el 7 de febrero de 2014.
- Blench, Roger; Spriggs, Matthew, eds. (1997). Artefacts, Languages and Texts. Archaeology and Language 3. London ; New York: Routledge. ISBN 0415100542. LCCN 96044969. Consultado el 7 de febrero de 2014.
- Blench, Roger; Spriggs, Matthew, eds. (1999). Language Change and Cultural Transformation. Archaeology and Language 4. London ; New York: Routledge. ISBN 0415117860. LCCN 96044969. Consultado el 7 de febrero de 2014.
- 2000. Blench, R. M. & MacDonald, K. C., eds. The Origin and Development of African Livestock. London: University College Press.
- Laurent Sagart; Roger Blench; Alicia Sanchez-Mazas (2005). The Peopling of East Asia: Putting Together Archaeology, Linguistics and Genetics. Psychology Press. ISBN 978-0-415-32242-3.
- Blench, Roger (2006). Archaeology, language, and the African past. Altamira Press. ISBN 978-0-7591-0465-5.
- Sanchez-Mazas, Alicia; Blench, R. M. et al., eds. 2008. Human Migrations in Continental East Asia and Taiwan: matching archaeology, linguistics and genetics. London: Routledge.
- Blench, R. M. 1985. "Social Determinants of the Use of Speech-Surrogate Systems in Two Nigerian Societies : A Comparative Study of Speech and Music among the Nupe and Gbari Peoples." Apollo - University of Cambridge Repository. doi 10.17863/CAM.20118.